# 延社郡
延社郡（：／ Yŏnsa gun */?）是朝鮮民主主義人民共和國咸鏡北道西北部的一個郡，位於咸鏡山脈以西的白茂高原。最高點為海拔2,541公尺的冠帽峰。西隔西頭江與兩江道相望。其他河流有延面水等。面積1,210平方公里，2008年人口37,876人。下分1邑、1勞動者區、10里。
1952年自茂山郡析出。